# Drujina
Drujina (em russo:  Дружина, transl. Druzhina; literalmente: pelotão, esquadrão ou séquito) era o voisko do príncipe eslavo ou cnezo. Era um elemento tão necessário na antiga sociedade russa como o cnezo. O cnezo precisava de força militar, tanto para garantir a ordem interna como para se defender contra inimigos externos. Os drujiniques eram uma verdadeira força militar, sempre prontos para a batalha, bem como conselheiros do cnezo. Para além das funções militares, tinham também funções administrativas e judiciais.

## Etimologia
O nome é derivado da palavra eslava drug (друг), significando “companheiro, amigo, camarada” (Isso atesta o fato de que originalmente o cnezo e os drujiniques estavam ligados por laços de amizade, que estavam entrelaçados com obrigações mútuas).

## Conceito
Como força militar, o drujina ajudava o cnezo a obter uma posição favorável, aumentava a importância do cnezo aos olhos do povo: o cnezo, que conseguia agrupar ao seu redor o maior número de guerreiros habilidosos, era o defensor mais confiável de seu principado - e isso foi de grande importância na era da luta intensa e constante contra os estrangeiros. É por isso que os cnezos valorizavam seu drujina, cuidavam dele e recompensavam generosamente seus drujiniques.

## Galeria

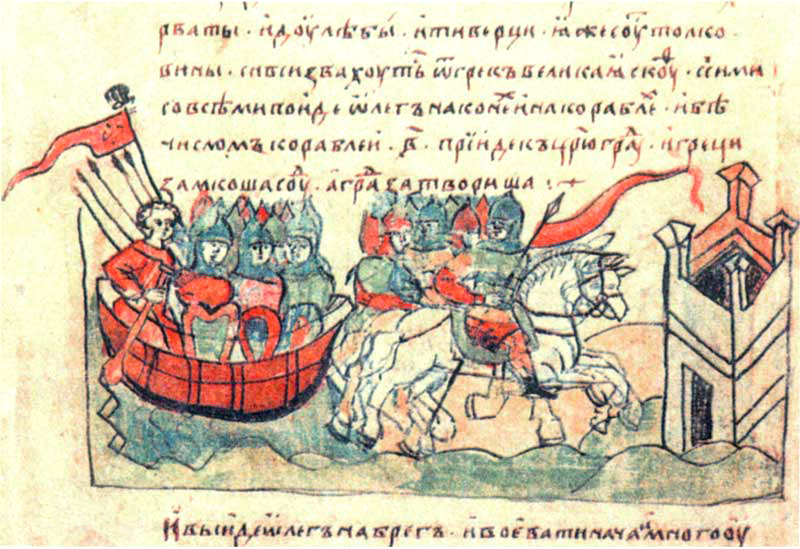
A viagem de Olegue e seu drujina a Tsargorod (da Crônica de Radzivil do séc. XIII).
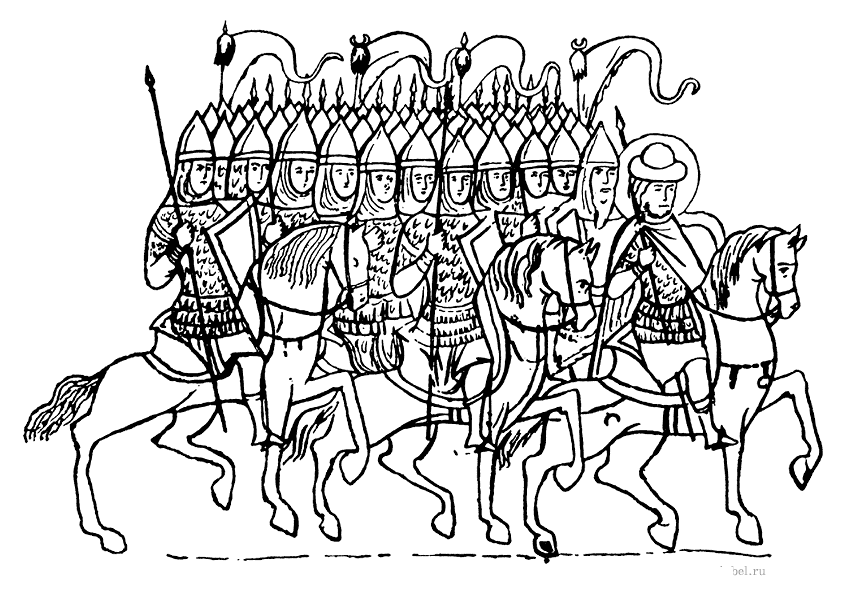
Drujina do príncipe Boris (de "Vida de Boris e Gleb").
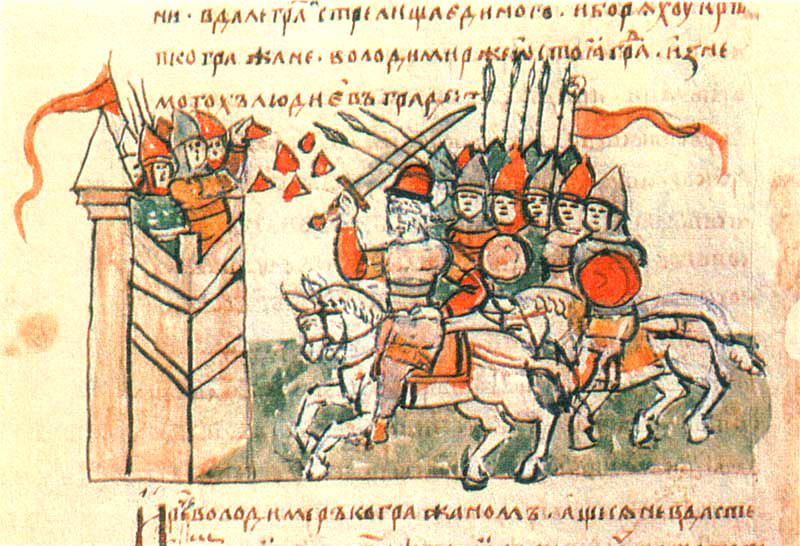
Campanha de Vladimir e seu drujina para Korsun (da Crônica Radzivil do séc. XIII).
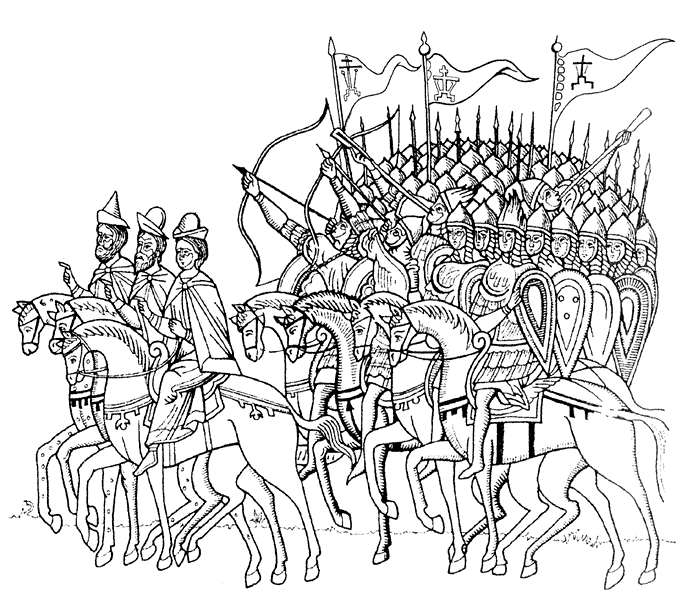
O drujina de Novgorod lutando contra Suzdal no séc. XIII (de um desenho novgorodiano do séc. XV).